# Queue de l'hélix
La queue de l'hélix est la partie du cartilage de l'auricule qui forme la partie terminale de l'hélix au dessus du lobe d'oreille.
Elle est séparée de l'antitragus par la fissure antitragohélicine.